# 潜江商厦
30°25′25″N 112°53′33″E / 30.42363°N 112.89250°E
潜江商厦，位于中华人民共和国湖北省潜江市章华中路51号，是当地的一个商业综合体。

## 沿革
1993年3月建成开业，总投资2529万元，建筑面积16536平方米。其建筑包括潜江大酒店和购物世界两部分。1994年被湖北省商业厅为“省流通领域百强企业”。但由于经营不善，1997年开始亏损。2000年后，其将商场部分租给万客隆。